# 13 Scorpii
13 Scorpii, som är stjärnans Flamsteed-beteckning, är en dubbelstjärna, belägen i den mellersta delen av stjärnbilden Skorpionen och har även Bayer-beteckningen c2 Scorpii. Den har en kombinerad skenbar magnitud av ca 4,57 och är svagt synlig för blotta ögat där ljusföroreningar ej förekommer. Baserat på parallaxmätning inom Hipparcosuppdraget  på ca 6,8 mas, beräknas den befinna sig på ett avstånd på ca 480 ljusår (ca 147 parsek) från solen. Stjärnan ingår i Scorpius undergrupp av Scorpius–Centaurus Association.

## Egenskaper
Primärstjärnan 13 Scorpii A är en blå till vit stjärna i huvudserien av spektralklass B9 V. Den har en massa som är ca 7,8 solmassor, en radie, som är ca 2,5 solradier och utsänder från dess fotosfär ca 3 000 gånger mera energi än solen vid en effektiv temperatur av ca 24 000 K. 
13 Scorpii är en spektroskopisk dubbelstjärna, vilket betyder att de två stjärnorna ligger för nära varandra för att kunna upplösas individuellt, men periodiska Dopplerförskjutningar i stjärnans spektrum anger att de måste ha en omloppsrörelse. I detta fall kan ljus från endast en i taget av parets stjärnor registreras och den är således en dubbelsidig spektroskopisk dubbelstjärna. De två har en omloppsperiod på 5,7805 dygn och en excentricitet på 0,19.